# Bangda
Bangda (kinesiska: 邦达, 帮达乡) är en socken i Kina. Den ligger i den autonoma regionen Tibet, i den sydvästra delen av landet, omkring 730 kilometer öster om regionhuvudstaden Lhasa. Antalet invånare är 8 182. Befolkningen består av 3 780 kvinnor och 4 402 män. Barn under 15 år utgör 25,0 %, vuxna 15-64 år 66 %, och äldre över 65 år 7,0 %.
Runt Bangda är det mycket glesbefolkat, med 6 invånare per kvadratkilometer. Bangda är det största samhället i trakten. Trakten runt Bangda består i huvudsak av gräsmarker.
Genomsnittlig årsnederbörd är 528 millimeter. Den regnigaste månaden är juli, med i genomsnitt 170 mm nederbörd, och den torraste är november, med 1 mm nederbörd.